# Frano Kofler
Frano Kofler, hrvaški general, * 3. oktober 1915, † ?.

## Življenjepis
Pred drugo svetovno vojno je bil študent prava. Leta 1942 je vstopil v NOVJ in leta 1943 še v KPJ. Med vojno je bil poveljnik več enot.
Po vojni je nadaljeval z vojaško kariero. Končal je šolanje na VVA JLA.